# ブルーナイル (企業)
ブルーナイル (Blue Nile Inc.) は、認定ダイヤモンドを中心とした、宝石に関しては世界最大のオンライン小売企業である。

## 概要
本社は、アメリカ合衆国・ワシントン州シアトル。1999年に設立し、2009年現在、世界最大のオンライン宝石小売企業である。
2004年、NASDAQに上場（NASDAQ: NILE）。2017年、ベインキャピタルに買収され子会社となり上場廃止された。